# Antoine Brumel
Antoine Brumel (?Brunelles bij Nogent-le-Rotrou, ?1460 - ?Ferrara (Italië), na 1515) was een Franse componist die behoorde tot de Franco-Vlaamse School van polyfonisten. Hij was koormeester van de kathedraal van Chartres in 1483, kanunnik te Laon in 1498 en vanaf dat jaar koormeester van de Notre Dame in Parijs. In 1505 vertrok hij naar het hof van Alfonso I d'Este, de hertog van Ferrara, waar hij waarschijnlijk is overleden.
Brumel stond, volgens de overlevering, bekend als een man met een erg moeilijk karakter.

## Werk
Hij componeerde missen, motetten en Franse chansons in de stijl van de laatmiddeleeuwse polyfonie waarin hij Italiaanse invloeden verwerkte. Twaalf van de vijftien missen die hij componeerde zijn bewaard gebleven. Zijn bekendste werk is waarschijnlijk de mis Et ecce terrae motus ('En zie de aarde beefde'), waarin hij isoritmische krachttoeren uithaalt en doorheen het werk een extreem inventieve, eigenzinnige melodielijn handhaaft, die daarenboven van de zangers een enorm stembereik vereist. Deze mis is gebaseerd op de zeven basisnoten van de Paasantifoon.